# أرتور تابوردا
أرتور تابوردا (12 يوليو 1996 بقلمرية في البرتغال - ) هو لاعب كرة قدم برتغالي في مركز الوسط. لعب مع نادي أكاديميكا كويمبرا.

## وصلات خارجية
- أرتور تابوردا على موقع قاعدة بيانات كرة القدم.إي يو (الإنجليزية)
- أرتور تابوردا على موقع Soccerway.com (الإنجليزية)